# Isla Mundo Nuevo
Isla Mundo Nuevo es una isla en el país centroamericano de El Salvador frente a las aguas del Océano Pacífico en las coordenadas geográficas 13°10′N 88°24′O / 13.167, -88.400 y que administrativamente depende del Departamento salvadoreño de Usulután. Se localiza al sur de la Isla de San Sebastián, al oeste del Río Grande de San Miguel y al este de la bahía de Jiquilisco, 106 kilómetros al sureste de la capital San Salvador.